# Xả súng München 2016
Ngày 22 tháng 7 năm 2016, hai vụ nổ súng xảy ra tại bên ngoài và trong trung tâm mua sắm Olympia (Olympia-Einkaufszentrum (OEZ)) quận Moosach thuộc München, Đức. 
Giới chức Đức cho biết kẻ xả súng là một nam thanh niên 18 tuổi người Đức gốc Iran xả súng trong và trước quán ăn McDonald đối diện trung tâm thương mại Olympia vào những người trong tiệm và người đi đường, trước khi chạy vào trung tâm thương mại tiếp tục nổ súng. Tổng cộng có 10 người bị bắn chết, trong đó có trẻ em và thiếu niên và cả thủ phạm. 20 người bị thương, gồm 3 người nguy kịch đến tính mạng.
Kẻ xả súng hành động một mình và đã tự sát bằng súng Theo tin thêm của cảnh sát vào ngày 16.8 thì anh ta sau vụ nổ súng đã trốn vào một chung cư không khóa cửa. Mặc dù gặp nhiều người ở đó nhưng không ai bị đe dọa hay tấn công. Sau đó anh ta trốn trong tầng hầm chứa xe hơi, trước khi đi ra ngoài gặp cảnh sát và tự tử.
Vụ xả súng này diễn ra chưa đầy một tuần sau khi một tình nghi khủng bố Hồi giáo đã tấn công hành khách bằng cái rìu trên một chuyến tàu ở Würzburg. Một chuyên gia an ninh người Đức nói với BBC rằng Đức đang là mục tiêu khủng bố vì những hỗ trợ quân sự của mình trong chiến dịch chống lại cái gọi là Nhà nước Hồi giáo Iraq và Syria (ISIS).

## Thủ phạm

Hình một khẩu súng Glock 17, được dùng trong vụ tấn công.

Thủ phạm của cuộc giết người hàng loạt là một học sinh, 18 tuổi, mắc bệnh trầm cảm, con một gia đình người Iran, sinh ra và lớn lên ở München. Theo như hàng xóm thì anh ta lúc nào cũng ngoan hiền, không bao giờ thấy giận dữ hay có vấn đề với người hàng xóm, hay cảnh sát. Theo thông tấn xã DAP thì anh ta có vấn đề với học vấn, và hay chơi những game bắn súng. Trong một video clip được đưa lên Internet, trong lúc thi hành tội phạm đứng ở bãi đậu xe trên lầu, khi bị những người ở chung quanh chửi từ một ban công là một thằng ngoại quốc đáng ghét, thì anh ta cho mình là người Đức, sống trong khu xã hội, và đang được chữa bệnh.
Trong nhà thủ phạm cảnh sát tìm thấy một cuốn sách có tựa "Điên cuồng trong đầu: tại sao học sinh giết người?", xuất bản 2009 sau cuộc nổi điên giết người ở Winnenden, nơi một thiếu niên 17 tuổi trở lại trường cũ giết 15 người rồi tự tử, và những tài liệu tương tự, trong đó có tuyên bố của Anders Behring Breivik, sát nhân tại hòn đảo Utøya và Oslo. Ngày xả súng là ngày kỷ niệm 5 năm Vụ tấn công Na Uy 2011. Hiện không tìm thấy được dấu vết gì cho thấy anh ta có liên hệ với IS.

### Vũ khí
Khẩu súng được dùng có dấu hiệu từ Slovakia, được thủ phạm mua từ mạng lưới đen, một mạng lưới kín được mật mã hóa. Khẩu súng là một khẩu súng được dùng trong các vở kịch, được sửa để có thể dùng trở lại. Theo báo SZ, cảnh sát đã tìm được 58 vỏ đạn, trừ một vỏ tất cả còn lại là từ khẩu súng đó. Theo chính quyền Slovakia khẩu súng này được sản xuất năm 2014 và đã qua tay nhiều chủ nhân.

### Kẻ bán súng
Cảnh sát hiện có bằng chứng về người bán súng cùng với đạn dược từ Darknet, một mạng Internet bí mật, hiện đang sống ở Marburg, và một đồng lõa giao súng. Trước đó 2 người mua súng khác bị bắt, một người làm kế toán 62 tuổi đã đổi một khẩu súng và đạn dược lấy một khẩu súng khác trong một cuộc gặp gỡ vào ngày 4 tháng 7 ở Marburg. Người còn lại là một thiếu niên 17 tuổi, mua một khẩu súng trường và 157 viên đạn với giá 1150 Euro. Cảnh sát sau đó đã giả dạng danh tính người kế toán để liên lạc với người bán súng, một thanh niên 31 tuổi, thuộc giới quá khích khuynh hữu.

## Nạn nhân
Trong số các nạn nhân, có 2 thiếu nữ và 6 thanh thiếu niên tuổi từ 14 đến 20 và một phụ nữ 45 tuổi bị giết chết, tất cả đều ở München hay vùng lân cận, trong số đó 3 người gốc Kosovo, 3 người Thổ và 1 người Hy Lạp. Tổng cộng 35 người bị thương, trong số đó 11 người bị thương nặng, 3 người nguy hiểm tính mạng. Người bị thương không chỉ ở Trung tâm mua sắm Olympia, mà cả ở khu vực Stachus và trong Hofbräuhaus tự gây thương tích vì hoảng sợ.